# 罗伯托·费拉里 (击剑运动员)

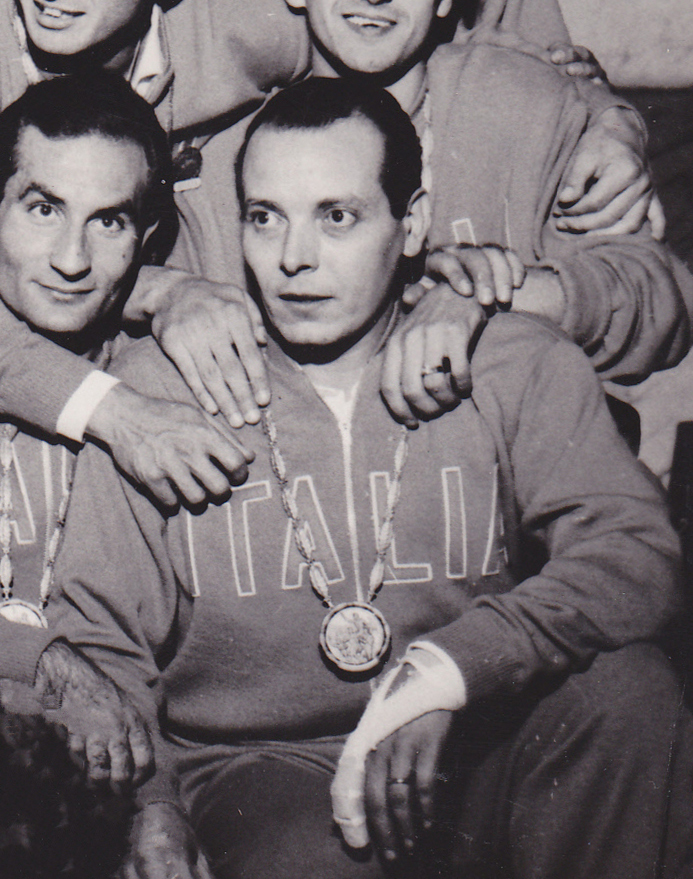
罗伯托·费拉里

罗伯托·费拉里（義大利語：Roberto Ferrari，1923年8月2日—？），意大利前男子击剑运动员。他曾代表意大利参加1952年、1956年和1960年夏季奥林匹克运动会击剑比赛，共收获一枚银牌和一枚铜牌。